# نوول-آکیتن
نوول-اَکیتِن (به فرانسوی: Nouvelle-Aquitaine; تلفظ فرانسوی: [nuvɛl akitɛn] (); اکسیتان: Nòva Aquitània [ˈnɔβɔ akiˈtanjɔ] یا Novèla Aquitània [nuˈβɛlɔ akiˈtanjɔ]; باسکی: Akitania Berria; پوتوی-سن‌اونژه‌ای: Novéle-Aguiéne; ت.ت. 'آکیتن جدید') بزرگترینِ ناحیه‌های فرانسه است، که در امتداد غرب و جنوب غربی فرانسه متروپل گسترده شده‌است. از ناحیه‌های فرانسه است که در جنوب غربی این کشور واقع شده و بر اثر اصلاحات سرزمینی ۲۰۱۴ با ادغام ناحیه آکیتن، لیموزن، و پواتو-شرانت به وجود آمد.
در سال ۲۰۱۶ کارگروهی نام نوول-آکیتن را پیشنهاد و پس از تأیید شورای دولتی فرانسه رسماً بر این ناحیه اطلاق شد.
نام این ناحیه در آغاز آکیتن-لیموزن-پواتو-شرانت  (به فرانسوی: Aquitaine-Limousin-Poitou-Charentes) بود.

## نگارخانه

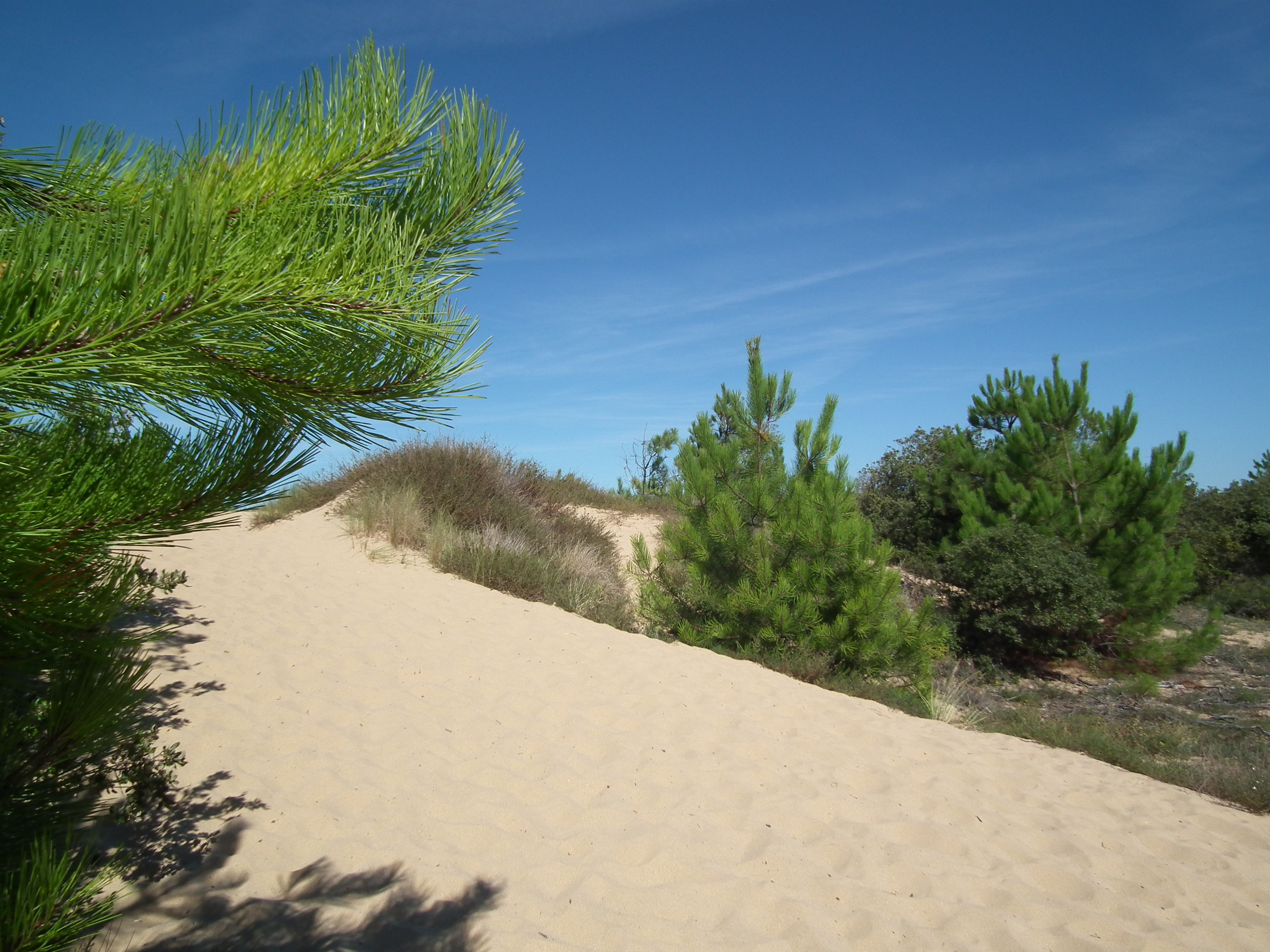
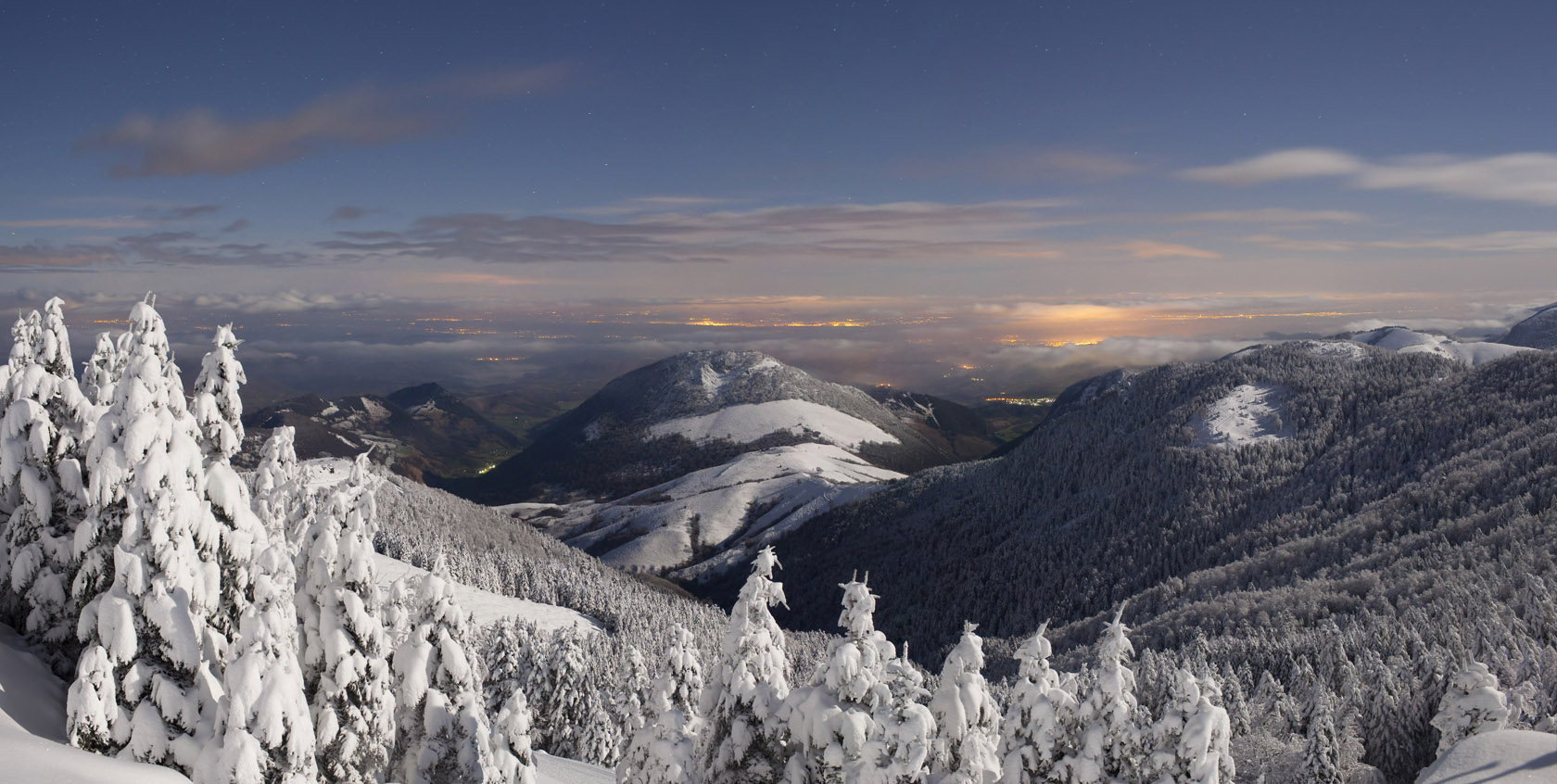
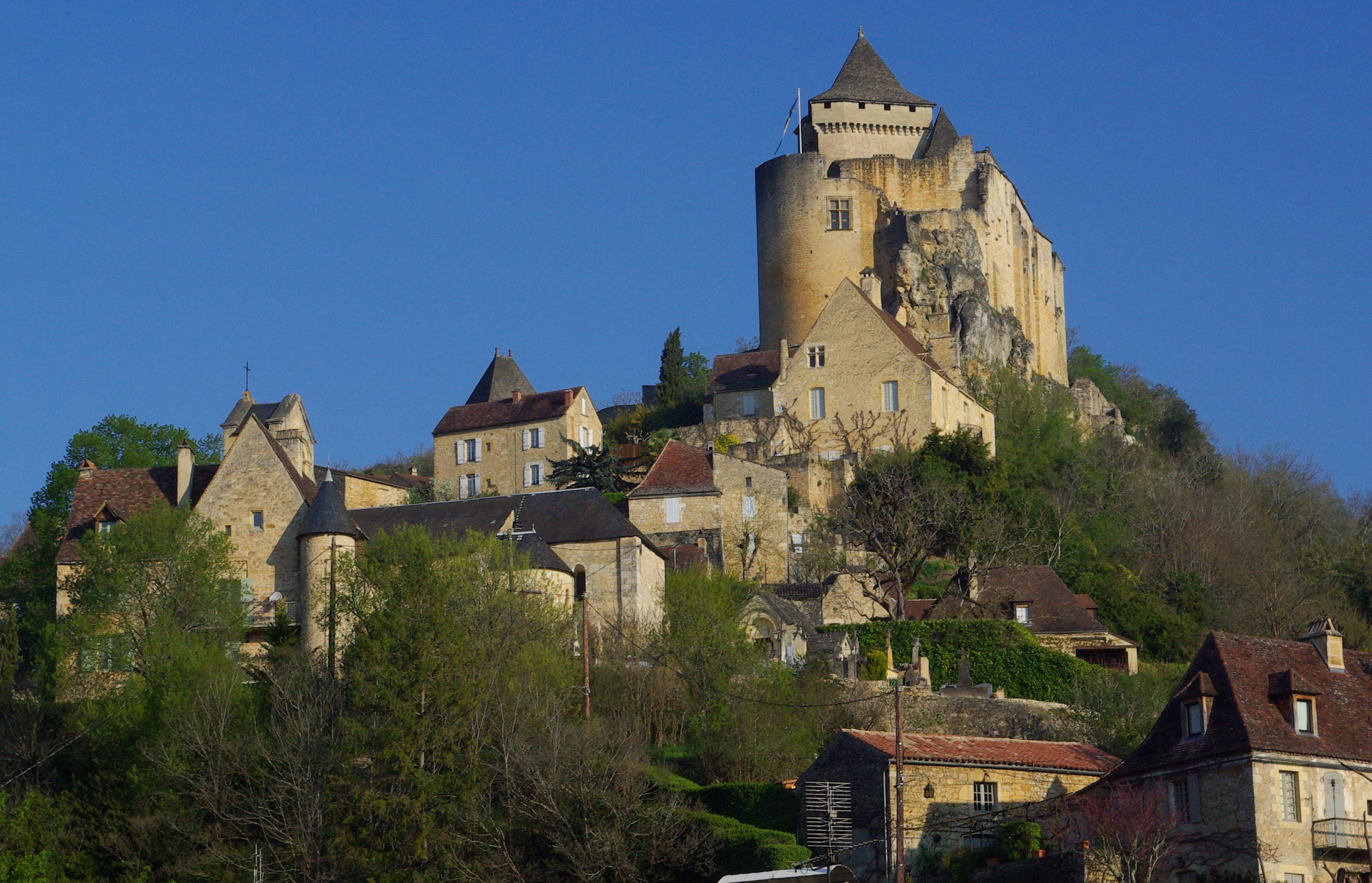
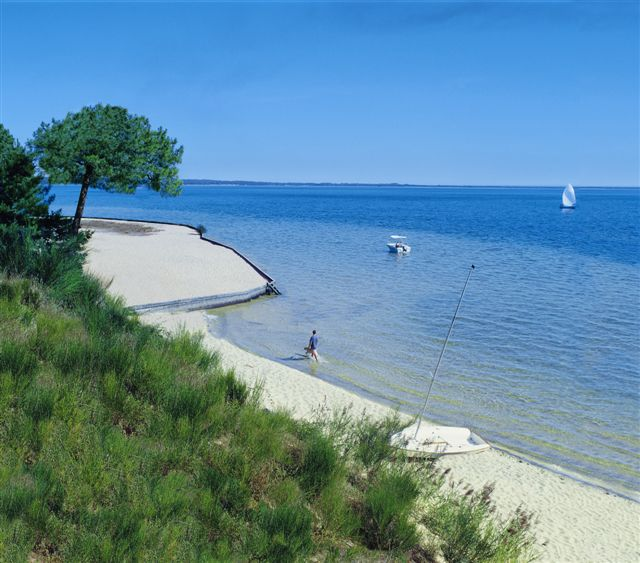
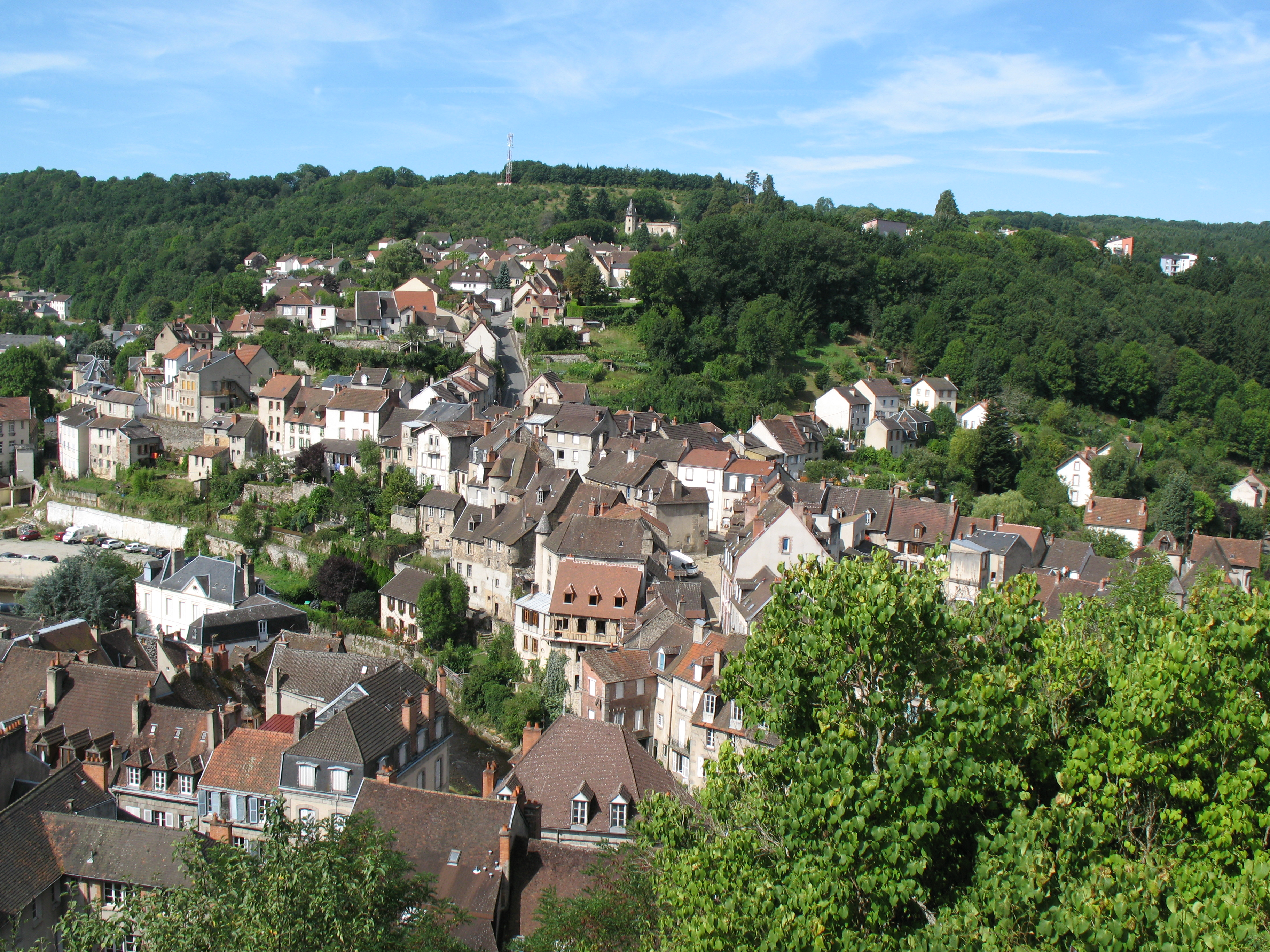

## خصوصیات
آکیتن-لیموزن-پواتو-شرانت ۵٬۸۰۸٬۵۹۴ نفر جمعیت دارد.